# 哈珀 (印第安納州)
哈珀（英語：Harper）是位於美國印地安納州第開特縣的一個非建制地區。該地的面積和人口皆未知。

## 地理
哈珀的座標為39°08′48″N 85°35′37″W / 39.14667°N 85.59361°W，而該地的平均海拔高度為238米（即781英尺）。